# Formula Nippon sezona 2006
Formula Nippon sezona 2006 je bila enajsto prvenstvo Formule Nippon. Potekalo je leta 2006.

## Rezultati

### Dirkači
| Mesto | Dirkač             | Država   | Moštvo                   | Motor  | Japonska | Japonska | Japonska | Japonska | Japonska | Japonska | Japonska | Japonska | Japonska | Total Points |
| ----- | ------------------ | -------- | ------------------------ | ------ | -------- | -------- | -------- | -------- | -------- | -------- | -------- | -------- | -------- | ------------ |
| 1     | Benoît Tréluyer    | Francija | Team Impul               | Toyota | 5        | 4        | 6        | 10       | -        | 10       | 6        | 10       | -        | 51           |
| 2     | Tsugio Matsuda     | Japonska | Team Impul               | Toyota | 3        | -        | 2        | 6        | 10       | -        | 4        | 6        | 6        | 37           |
| 3     | André Lotterer     | Nemčija  | TOM'S Racing             | Toyota | -        | 2        | 10       | 2        | -        | 6        | -        | -        | 10       | 30           |
| 4     | Loïc Duval         | Francija | Nakajima Racing          | Honda  | -        | 10       | 1        | -        | -        | -        | 10       | 3        | 1        | 25           |
| 5     | Satoshi Motoyama   | Japonska | arting Racing/Team Impul | Toyota | 2        | -        | 4        | 4        | -        | 4        | 2        | -        | -        | 16           |
| 6     | Björn Wirdheim     | Švedska  | Dandelion Racing         | Honda  | 1.5      | 6        | 3        | -        | 1        | 1        | 1        | -        | -        | 13.5         |
| 7     | Tatsuya Kataoka    | Japonska | Team LeMans              | Toyota | -        | -        | -        | 1        | 4        | -        | -        | 4        | 4        | 13           |
| 8     | Yuji Tachikawa     | Japonska | Team Cerumo              | Toyota | -        | -        | -        | 3        | 3        | 2        | -        | 2        | -        | 10           |
| 9     | Toshihiro Kaneishi | Japonska | ARTA                     | Honda  | -        | -        | -        | -        | 6        | 3        | -        | -        | -        | 9            |
| 10    | Ronnie Quintarelli | Italija  | Team Boss Inging         | Toyota | 1        | -        | -        | -        | 2        | -        | 3        | -        | -        | 6            |
| 11    | Sakon Yamamoto     | Japonska | Kondo Racing             | Toyota | 0.5      | 3        | -        | -        | -        | -        | -        | -        | -        | 3.5          |
| 12    | Takashi Kogure     | Japonska | ARTA                     | Honda  | -        | -        | -        | -        | -        | -        | -        | -        | 3        | 3            |
| 13    | Takeshi Tsuchiya   | Japonska | TOM'S Racing             | Toyota | -        | -        | -        | -        | -        | -        | -        | -        | 2        | 2            |
| 14    | Hideki Mutou       | Japonska | Nakajima Racing          | Honda  | -        | 1        | -        | -        | -        | -        | -        | -        | -        | 1            |
|       | Masataka Yanagida  | Japonska | Team Kondo               | Toyota | -        | -        | -        | -        | -        | -        | -        | 1        | -        | 1            |